# Tyetyusi
Tyetyusi (oroszul: Тетюши, tatár nyelven Тәтеш) város Oroszországban, Tatárföldön, a Tyetyusi járás székhelye. 
Népessége: 11 596 fő (a 2010. évi népszámláláskor).

## Elhelyezkedése
Tatárföld délnyugati részén, Kazanytól 140 km-re délre, a Volgán kialakított Kujbisevi-víztározó nyugati partján helyezkedik el. 35 km-re nyugatra van a legközelebbi vasútállomás, Bua, mellyel a helységet országút köti össze. Folyami kikötő.
A víztározó túlsó partján terül el Bulgar, a középkori Volgai Bolgárország fővárosának romjain kialakított szabadtéri múzeum. 

## Története
A mai város északkeleti szélén, a folyó fölé magasodó dombon a 2000-es évek elején jelentős régészeti lelőhelyet  tártak fel, melyben többek között az ananyinói és az imenykovói régészeti kultúra emlékanyagát találták meg. A későbbi időkből a volgai bolgárok jelentősebb településének maradványai kerültek elő. 
Az orosz település a Volga magas partjára épített megerősített őrhelyként keletkezett 1555–1557 között vagy 1574–1578 között. A 17. század közepén az orosz védővonal keletebbre tolódott, ezért a település elvesztette védelmi jelentőségét. 1781-ben város és egy ujezd székhelye lett. A város és lakossága nagyrészt a folyóból élt, halászattal, hal- és gabonafélék kereskedelmével, a hajók és a kikötő kiszolgálásával foglalkozott. A város 1930-ban lett járási székhely. 

## Kultúra
Helytörténeti múzeumát 1920-ban alapították, 2005-ben költöztették új helyére, egy 19. századi kereskedő lakóházából átalakított épületbe. Másik, 2018-ban nyílt kisebb kultúrtörténeti múzeuma a volgai halászat emlékeit mutatja be.